# Eubordeta iucunda
Eubordeta iucunda är en fjärilsart som beskrevs av Jordan 1912. Eubordeta iucunda ingår i släktet Eubordeta och familjen mätare. Inga underarter finns listade i Catalogue of Life.